# میشا منصور
میشا منصور (انگلیسی: Misha Mansoor؛ زادهٔ ۳۱ اکتبر ۱۹۸۴) موسیقی‌دان اهل ایالات متحده آمریکا است. وی از سال ۲۰۰۵ میلادی تاکنون مشغول فعالیت بوده است.